# Papiro 29
O Papiro 29 ({\displaystyle {\mathfrak {P}}}29) é um antigo papiro do Novo Testamento que contém fragmentos do  capítulo vinte e seis dos Actos dos Apóstolos (26:7-8.20).